# Fritz M. Neubauer
Fritz Manfred Neubauer (né en 1940) est un géophysicien allemand.
Fritz Neubauer prépare sa thèse de doctorat en 1969 à l'Université technique Carolo-Wilhelmina de Brunswick  (Les ondes de choc dans un plasma anisotrope) et l'obtient en 1974. Il est depuis 1982 professeur de géophysique et de directeur de l'Institut de géophysique et de météorologie à l'Université de Cologne puis devient professeur de l’Université de Göttingen en 1991.
Fritz Neubauer est un spécialiste de géomagnétisme, de physique spatiale, de physique des planètes et de géophysique d'exploration. Il a participé à la construction de magnétomètres pour les missions spatiales.
Dans la mission Giotto, il a étudié le champ magnétique de la comète de Halley. Dans cette mission, un front d'onde de choc et une région presque libre de champ magnétique libre ont été découverts autour du noyau de la comète.
Fritz Neubauer est dans la mission Cassini  au cours de laquelle il tentera de détecter l'atmosphère de Encelade satellite naturel de Saturne par l'activité magnétique.
En 2011, il reçoit la Médaille Emil-Wiechert (de). L'astéroïde (8634) Neubauer a été nommé en son honneur.